# Torneo WTA de Lausanne 2022
El Ladies Championship Lausanne 2022 fue un torneo de tenis femenino jugado en pistas de tierra batida. Es la 29.ª edición del Campeonato de Damas, forma parte de la categoría WTA 250 de 2022. Se llevó a cabo en Tennis Club Stade Lausanne en Lausana (Suiza), del 11 hasta el 17 de julio de 2022.

## Distribución de puntos
| Modalidad           | Campeona | Finalista | Semifinales | Cuartos de final | 2ª ronda | 1ª ronda | Clasificadas | 2ª ronda de clasificación | 1ª ronda de clasificación |
| Individual femenino | 280      | 180       | 110         | 60               | 30       | 1        | 18           | 12                        | 1                         |
| Dobles femenino     | 280      | 180       | 110         | 60               | 1        | -        | -            | -                         | -                         |

## Cabezas de serie

### Individuales femenino
| Tenista            | Ranking | Preclasificada |
| Danielle Collins   | 8       | 1              |
| Belinda Bencic     | 16      | 2              |
| Camila Giorgi      | 27      | 3              |
| Irina-Camelia Begu | 43      | 4              |
| Sara Sorribes      | 45      | 5              |
| Nuria Párrizas     | 51      | 6              |
| Caroline Garcia    | 55      | 7              |
| Tamara Zidanšek    | 60      | 8              |

- Ranking del 27 de junio de 2022.

### Dobles femenino
| Tenista                        | Ranking | Preclasificada |
| Alexa Guarachi Asia Muhammad   | 65      | 1              |
| Ulrikke Eikeri Tamara Zidanšek | 118     | 2              |
| Anna Kalinskaya Raluca Olaru   | 121     | 3              |
| Hao-ching Chan Latisha Chan    | 294     | 4              |

## Campeonas

### Individual femenino
Petra Martić venció a  Olga Danilović por 6-4, 6-2

### Dobles femenino
Olga Danilović /  Kristina Mladenovic vencieron a  Ulrikke Eikeri /  Tamara Zidanšek por w/o